# Radio Futura FM (Uruguay)
Radio Futura es una emisora radial uruguaya de programación musical y juvenil, enfocada en el rock y pop.Su público objetivo son jóvenes y adultos de entre 20 y 40 años.  

## Historia
Su frecuencia tuvo como antecesora a la antigua emisora  "Gardel FM",  la cual estaba  dedicada a la difusión del tango.
En 2004 la emisora es adquirida por el grupo Sarandí Comunicaciones quien inicia sus emisiones el 31 de mayo de 2004 con una programación temática centrada en el rock y el pop. En sus inicios la dirección artística de la emisora estuvo a cargo de Orlando Petinatti hasta diciembre de 2009, momento en que este se desvinculó. 
Piero Di Mateo, conduciendo actualmente la tarde de RadioFutura y Mario Gallinares, como coordinador y conductor de Rock Boulevard hace más de 25 años, logran hacer vibrar la 91.1 con “la canción justa en el momento justo” generando esa interacción única con los oyentes. 